# Lijst van gemeentelijke monumenten in Nunspeet
De gemeente Nunspeet heeft 77 gemeentelijke monumenten. Hieronder een overzicht. 

## Nunspeet
De plaats Nunspeet kent 46 gemeentelijke monumenten:
| Object                                   | Bouwjaar        | Architect | Locatie             | Coördinaten                   | Nr.        | Afbeelding                               |
| ---------------------------------------- | --------------- | --------- | ------------------- | ----------------------------- | ---------- | ---------------------------------------- |
| Woonhuis t Dakhuus                       | ca. 1915        |           | Berkenlaantje 20    | 52° 22' 36" NB, 5° 47' 45" OL | 0302/WN001 | Woonhuis t Dakhuus                       |
| Voormalige boerderij Thuishaven          | ca. 1901        |           | Bosweg 9            | 52° 22' 44" NB, 5° 47' 18" OL | 0302/WN002 | Meer afbeeldingen                        |
| Boerderij Kreengoed                      | 1901            |           | Bovenweg 91-93      | 52° 23' 45" NB, 5° 48' 32" OL | 0302/WN003 | Boerderij Kreengoed                      |
| Dubbel woonhuis                          | ca. 1919        |           | Brinkersweg 28-30   | 52° 22' 41" NB, 5° 46' 56" OL | 0302/WN004 | Dubbel woonhuis                          |
| Nederlands Hervormde Kerk en toren       | ca. 1857        |           | Dorpsstraat 12      | 52° 22' 35" NB, 5° 47' 9" OL  | 0302/WN005 | Meer afbeeldingen                        |
| Boerderij Klein Veelhorst                | 1869            |           | Elburgerweg 108-110 | 52° 23' 50" NB, 5° 48' 2" OL  | 0302/WN006 | Boerderij Klein Veelhorst                |
| Boerderij                                | 1919            |           | Elburgerweg 109     | 52° 23' 50" NB, 5° 47' 58" OL | 0302/WN007 | Boerderij                                |
| Villa Sparrenheuvel                      | ca. 1910        |           | Elspeterweg 12      | 52° 22' 6" NB, 5° 46' 56" OL  | 0302/WN008 | Villa Sparrenheuvel                      |
| Begraafplaats                            | ca. 1830        |           | Eperweg 22          | 52° 22' 37" NB, 5° 47' 31" OL | 0302/WN009 | Begraafplaats                            |
| Voormalig Sanatorium Erica. en villa     | ca. 1903        |           | Ericaweg 2-4        | 52° 22' 12" NB, 5° 47' 27" OL | 0302/WN010 | Voormalig Sanatorium Erica. en villa     |
| Voormalig sociëteitsgebouw               | ca. 1900        |           | Ericaweg 3          | 52° 22' 11" NB, 5° 47' 21" OL | 0302/WN011 | Voormalig sociëteitsgebouw               |
| Woonhuis                                 | ca. 1935        |           | F.A. Molijnlaan 39  | 52° 22' 22" NB, 5° 47' 25" OL | 0302/WN012 | Woonhuis                                 |
| Villa Rozenhaghe                         | ca. 1908        |           | F.A. Molijnlaan 56  | 52° 22' 24" NB, 5° 47' 34" OL | 0302/WN013 | Villa Rozenhaghe                         |
| Woonhuis De Raaf                         | 1904            |           | F.A. Molijnlaan 59  | 52° 22' 26" NB, 5° 47' 33" OL | 0302/WN014 | Woonhuis De Raaf                         |
| Villa De Viersprong                      | 1912            |           | F.A. Molijnlaan 88  | 52° 22' 33" NB, 5° 47' 43" OL | 0302/WN015 | Villa De Viersprong                      |
| Villa Welgelegen                         | 1909            |           | F.A. Molijnlaan 109 | 52° 22' 43" NB, 5° 47' 33" OL | 0302/WN016 | Villa Welgelegen                         |
| Villa                                    | 1906            |           | F.A. Molijnlaan 113 | 52° 22' 44" NB, 5° 47' 31" OL | 0302/WN017 | Villa                                    |
| Voormalig zomerhuis Landscrona           | 1908            |           | F.A. Molijnlaan 140 | 52° 22' 45" NB, 5° 47' 34" OL | 0302/WN018 | Voormalig zomerhuis Landscrona           |
| Villa Sonnevanck/Vrede-Oord              | 1905            |           | F.A. Molijnlaan 145 | 52° 22' 54" NB, 5° 47' 19" OL | 0302/WN019 | Villa Sonnevanck/Vrede-Oord              |
| Landhuis De Grote Bunte                  | ca. 1882        |           | Grote Bunteweg 11   | 52° 23' 12" NB, 5° 47' 13" OL | 0302/WN020 | Landhuis De Grote Bunte                  |
| Boerderij De Hardenbrink                 | laat 18e eeuw   |           | Hardenbrinkweg 28   | 52° 22' 33" NB, 5° 45' 27" OL | 0302/WN021 | Meer afbeeldingen                        |
| Boerderij                                | ca. 1905        |           | Harderwijkerweg 39  | 52° 22' 32" NB, 5° 46' 44" OL | 0302/WN022 | Boerderij                                |
| Boerderij                                | 1901            |           | Harderwijkerweg 60  | 52° 22' 34" NB, 5° 46' 39" OL | 0302/WN023 | Boerderij                                |
| Boerderij 't Hul                         | ca. 1900        |           | Hullerweg 54-56     | 52° 23' 1" NB, 5° 46' 24" OL  | 0302/WN024 | Meer afbeeldingen                        |
| Boerderij                                | 1855            |           | Hullerweg 63-65     | 52° 22' 56" NB, 5° 46' 20" OL | 0302/WN025 | Boerderij                                |
| Voormalige pastorie                      | ca. 1860        |           | Laan 9              | 52° 22' 37" NB, 5° 47' 11" OL | 0302/WN026 | Voormalige pastorie                      |
| Voormalig postkantoor                    | 1905-1906       |           | Laan 21-23          | 52° 22' 41" NB, 5° 47' 11" OL | 0302/WN027 | Meer afbeeldingen                        |
| Voormalig gemeentehuis                   | 1908            |           | Laan 27             | 52° 22' 42" NB, 5° 47' 10" OL | 0302/WN028 | Meer afbeeldingen                        |
| Woonhuis Beukenrode                      | ca. 1895        |           | Laan 43             | 52° 22' 48" NB, 5° 47' 10" OL | 0302/WN029 | Meer afbeeldingen                        |
| Voormalig pension De Klokkenberg         | 1901            |           | Laan 50             | 52° 22' 43" NB, 5° 47' 13" OL | 0302/WN030 | Meer afbeeldingen                        |
| Boerderij Ossenburg                      | 1863            |           | Marktstraat 17-19   | 52° 22' 41" NB, 5° 46' 58" OL | 0302/WN031 | Meer afbeeldingen                        |
| Boerderij                                | midden 19e eeuw |           | Oosteinderweg 61    | 52° 23' 19" NB, 5° 48' 4" OL  | 0302/WN032 | Boerderij                                |
| Boerderij De Oude Brake                  | 1863?           |           | Oosteinderweg 95    | 52° 23' 22" NB, 5° 48' 37" OL | 0302/WN033 | Upload foto                              |
| Boerderij De Grote Brake                 | 1851            |           | Oosteinderweg 103   | 52° 23' 22" NB, 5° 48' 41" OL | 0302/WN034 | Boerderij De Grote Brake                 |
| Woonhuis De Paddestoel                   | 1916            |           | Paddestoelweg 12    | 52° 22' 28" NB, 5° 47' 35" OL | 0302/WN035 | Woonhuis De Paddestoel                   |
| Transformatiehuisje PGEM                 | ca. 1925        |           | Plesmanlaan 3       | 52° 22' 17" NB, 5° 47' 18" OL | 0302/WN036 | Transformatiehuisje PGEM                 |
| Winkelpand met woning                    | 1900-1910       |           | Stationslaan 13-13a | 52° 22' 31" NB, 5° 46' 58" OL | 0302/WN037 | Winkelpand met woning                    |
| Villa Veldhorst                          | ca. 1903        |           | Spoorlaan 16        | 52° 22' 28" NB, 5° 47' 9" OL  | 0302/WN038 | Meer afbeeldingen                        |
| Woonhuis Oostenburg                      | ca. 1910        |           | Spoorlaan 38        | 52° 22' 23" NB, 5° 47' 10" OL | 0302/WN039 | Meer afbeeldingen                        |
| Dubbel woonhuis                          | ca. 1911        |           | Spoorlaan 49-51     | 52° 22' 25" NB, 5° 47' 12" OL | 0302/WN040 | Dubbel woonhuis                          |
| Voormalige school en bovenmeesterswoning | 1904            |           | Stationslaan 28-30  | 52° 22' 27" NB, 5° 46' 56" OL | 0302/WN041 | Voormalige school en bovenmeesterswoning |
| Villa                                    | 1900            |           | Stationslaan 32-34  | 52° 22' 26" NB, 5° 46' 56" OL | 0302/WN042 | Villa                                    |
| Boerderij Midden-Veelhorst               | 1773            |           | Veelhorsterweg 25   | 52° 23' 44" NB, 5° 47' 35" OL | 0302/WN043 | Meer afbeeldingen                        |
| Woonhuis                                 | 1925            |           | Veldweg 23          | 52° 22' 31" NB, 5° 47' 24" OL | 0302/WN044 | Woonhuis                                 |
| Locomotiefhuisje                         | 19e eeuw        |           | Wagenweg 39         | 52° 22' 13" NB, 5° 46' 29" OL | 0302/WN045 | Meer afbeeldingen                        |
| Boerderij Het Winckel                    | 1773            |           | Zwolsewegje 100-102 | 52° 22' 42" NB, 5° 46' 27" OL | 0302/WN046 | Meer afbeeldingen                        |

## Hulshorst
De plaats Hulshorst kent 10 gemeentelijke monumenten:
| Object                                     | Bouwjaar | Architect | Locatie             | Coördinaten                   | Nr.        | Afbeelding                                 |
| ------------------------------------------ | -------- | --------- | ------------------- | ----------------------------- | ---------- | ------------------------------------------ |
| Voormalige jachtopzienerswoning Nachtegaal | 1874     |           | Essenburgweg 14-14a | 52° 21' 13" NB, 5° 42' 0" OL  | 0302/WN047 | Voormalige jachtopzienerswoning Nachtegaal |
| Landgoed Groeneveld                        | ca. 1869 |           | Harderwijkerweg 388 | 52° 21' 53" NB, 5° 43' 51" OL | 0302/WN048 | Landgoed Groeneveld                        |
| Voormalig koetshuis Landgoed Groeneveld    | 1880     |           | Harderwijkerweg 390 | 52° 21' 53" NB, 5° 43' 50" OL | 0302/WN049 | Voormalig koetshuis Landgoed Groeneveld    |
| Transformatorhuisje Landgoed Groeneveld    | ca. 1924 |           | Harderwijkerweg 400 | 52° 21' 48" NB, 5° 43' 47" OL | 0302/WN050 | Transformatorhuisje Landgoed Groeneveld    |
| Tuinmanswoning Landgoed Hulshorst          | ca. 1878 |           | Harderwijkerweg 543 | 52° 21' 11" NB, 5° 42' 37" OL | 0302/WN051 | Tuinmanswoning Landgoed Hulshorst          |
| Voormalig koetshuis Landgoed Hulshorst     | ca. 1805 |           | Harderwijkerweg 545 | 52° 21' 9" NB, 5° 42' 30" OL  | 0302/WN052 | Voormalig koetshuis Landgoed Hulshorst     |
| Boerderij                                  | ca. 1928 |           | Harderwijkerweg 550 | 52° 21' 17" NB, 5° 42' 18" OL | 0302/WN053 | Boerderij                                  |
| Woonhuis Nieuw Groeneveld                  | 1892     |           | Klarenweg 80        | 52° 21' 4" NB, 5° 44' 2" OL   | 0302/WN054 | Woonhuis Nieuw Groeneveld                  |
| Boerderij De Leeuwerik                     | 18e eeuw |           | Oudeweg 61-63       | 52° 21' 14" NB, 5° 42' 53" OL | 0302/WN055 | Boerderij De Leeuwerik                     |
| Boerderij De Haring                        | 1863     |           | Potbrummel 15       | 52° 21' 58" NB, 5° 43' 53" OL | 0302/WN056 | Boerderij De Haring                        |

## Elspeet
De plaats Elspeet kent 15 gemeentelijke monumenten:
| Object                                     | Bouwjaar        | Architect | Locatie                | Coördinaten                   | Nr.        | Afbeelding                                 |
| ------------------------------------------ | --------------- | --------- | ---------------------- | ----------------------------- | ---------- | ------------------------------------------ |
| Boerderij                                  | 1915            |           | Kleine Kolonieweg 33   | 52° 16' 59" NB, 5° 46' 55" OL | 0302/WN057 | Boerderij                                  |
| Landhuis Sterrehof                         | 1919            |           | Krommeweg 40           | 52° 18' 0" NB, 5° 46' 39" OL  | 0302/WN058 | Landhuis Sterrehof                         |
| Voormalige boerderij Jannetjeshoeve        | midden 19e eeuw |           | Krommeweg 42           | 52° 18' 1" NB, 5° 46' 41" OL  | 0302/WN059 | Voormalige boerderij Jannetjeshoeve        |
| Voormalig koetshuis                        | ca. 1887        |           | Nunspeterweg 4         | 52° 17' 29" NB, 5° 47' 18" OL | 0302/WN060 | Voormalig koetshuis                        |
| Voormalig herenhuis                        | 1913            |           | Nunspeterweg 8-10      | 52° 17' 32" NB, 5° 47' 17" OL | 0302/WN061 | Voormalig herenhuis                        |
| Boerderij De Grote Hof                     | 1690            |           | Nunspeterweg 47-49     | 52° 17' 42" NB, 5° 47' 11" OL | 0302/WN062 | Meer afbeeldingen                          |
| Voormalige boswachterswoning               | ca. 1920        |           | Oude Garderenseweg 153 | 52° 16' 46" NB, 5° 45' 32" OL | 0302/WN063 | Voormalige boswachterswoning               |
| Boerderij Klein Dennenhoeve                | 1880            |           | Oude Garderenseweg 173 | 52° 16' 30" NB, 5° 45' 17" OL | 0302/WN064 | Boerderij Klein Dennenhoeve                |
| Boerderij Dennenhoeve                      | 1851            |           | Oude Garderenseweg 175 | 52° 16' 29" NB, 5° 45' 15" OL | 0302/WN065 | Boerderij Dennenhoeve                      |
| Boerderij Kijkover                         | 1857            |           | Oude Garderenseweg 193 | 52° 16' 13" NB, 5° 44' 59" OL | 0302/WN066 | Boerderij Kijkover                         |
| Landhuis Leuvenhof                         | 1921            |           | Schapendrift 164       | 52° 19' 15" NB, 5° 45' 14" OL | 0302/WN067 | Landhuis Leuvenhof                         |
| Voormalige dienstwoning landhuis Leuvenhof | 1921            |           | Schapendrift 170       | 52° 19' 18" NB, 5° 45' 0" OL  | 0302/WN068 | Voormalige dienstwoning landhuis Leuvenhof |
| Transformatorhuisje PGEM                   | ca. 1920        |           | Staverdenseweg 11      | 52° 17' 30" NB, 5° 47' 12" OL | 0302/WN069 | Transformatorhuisje PGEM                   |
| Voormalige herberg De Zwaan                | 1882            |           | Uddelerweg 6-8         | 52° 17' 29" NB, 5° 47' 17" OL | 0302/WN070 | Voormalige herberg De Zwaan                |
| Boerderij                                  | 1749            |           | Veenweg 10-12          | 52° 17' 32" NB, 5° 46' 34" OL | 0302/WN071 | Boerderij                                  |

## Vierhouten
De plaats Vierhouten kent 6 gemeentelijke monumenten:
| Object                          | Bouwjaar       | Architect | Locatie           | Coördinaten                   | Nr.        | Afbeelding                      |
| ------------------------------- | -------------- | --------- | ----------------- | ----------------------------- | ---------- | ------------------------------- |
| Voormalige schoolmeesterswoning | 1908           |           | Elspeterbosweg 14 | 52° 19' 53" NB, 5° 49' 42" OL | 0302/WN072 | Voormalige schoolmeesterswoning |
| Boerderij                       |                |           | Elspeterbosweg 61 | 52° 19' 38" NB, 5° 49' 40" OL | 0302/WN073 | Upload foto                     |
| Boerderij Het Spik              | 1735?          |           | 't Frusselt 23    | 52° 19' 46" NB, 5° 49' 21" OL | 0302/WN074 | Boerderij Het Spik              |
| Schuur 't Frusselt              | 1873/1898      |           | 't Frusselt (ong) | 52° 19' 50" NB, 5° 49' 32" OL | 0302/WN075 | Schuur 't Frusselt              |
| Schuur en hooiberg              | ca. 1900       |           | Plaggeweg 26      | 52° 20' 4" NB, 5° 49' 43" OL  | 0302/WN076 | Schuur en hooiberg              |
| Boerderij                       | begin 20e eeuw |           | Elspeterbosweg 61 | 52° 19' 38" NB, 5° 49' 40" OL | 0302/WN077 | Upload foto                     |

Aalten · 
Apeldoorn · 
Arnhem · 
Barneveld · 
Berkelland · 
Beuningen · 
Bronckhorst · 
Brummen · 
Buren · 
Culemborg · 
Doesburg · 
Doetinchem · 
Druten · 
Duiven · 
Ede · 
Elburg · 
Epe · 
Ermelo · 
Groesbeek · 
Harderwijk · 
Hattem · 
Heerde · 
Heumen · 
Lingewaard · 
Lochem · 
Maasdriel · 
Montferland · 
Neder-Betuwe · 
Nijkerk · 
Nijmegen · 
Nunspeet · 
Oldebroek · 
Oost Gelre · 
Oude IJsselstreek · 
Overbetuwe · 
Putten · 
Renkum · 
Rheden · 
Rozendaal · 
Scherpenzeel · 
Tiel · 
Ubbergen · 
Voorst · 
Wageningen · 
West Betuwe · 
West Maas en Waal · 
Westervoort · 
Wijchen · 
Winterswijk · 
Zaltbommel · 
Zevenaar · 
Zutphen